# فرار به مصر

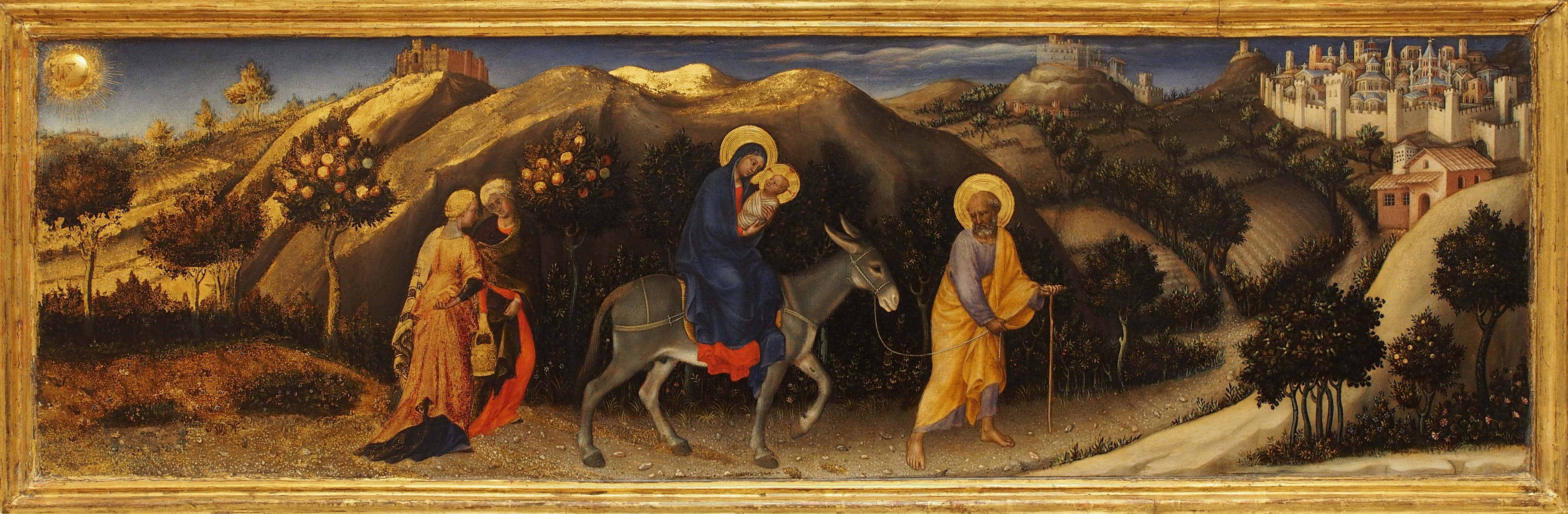
بخشی از اثری از جنتیله دا فابریانو (۱۴۲۳) که فرار به مصر را نشان می‌دهد.

فرار به مصر (انگلیسی: Flight into Egypt) داستانی است بازگفته‌شده در انجیل متی (۲۳-۲:۱۳) و اناجیل غیررسمی. در این داستان، پس از این‌که سه مغ به ملاقات مسیح آمدند، فرشته‌ای در خواب بر یوسف نجار ظاهر شد و به او گفت با مریم و عیسی که کودک بود به مصر بگریزد چراکه هیرود بزرگ به دنبال کودک می‌گردد تا او را بکشد. این داستان به کرات در هنر استفاده شده است.

## نگارخانه

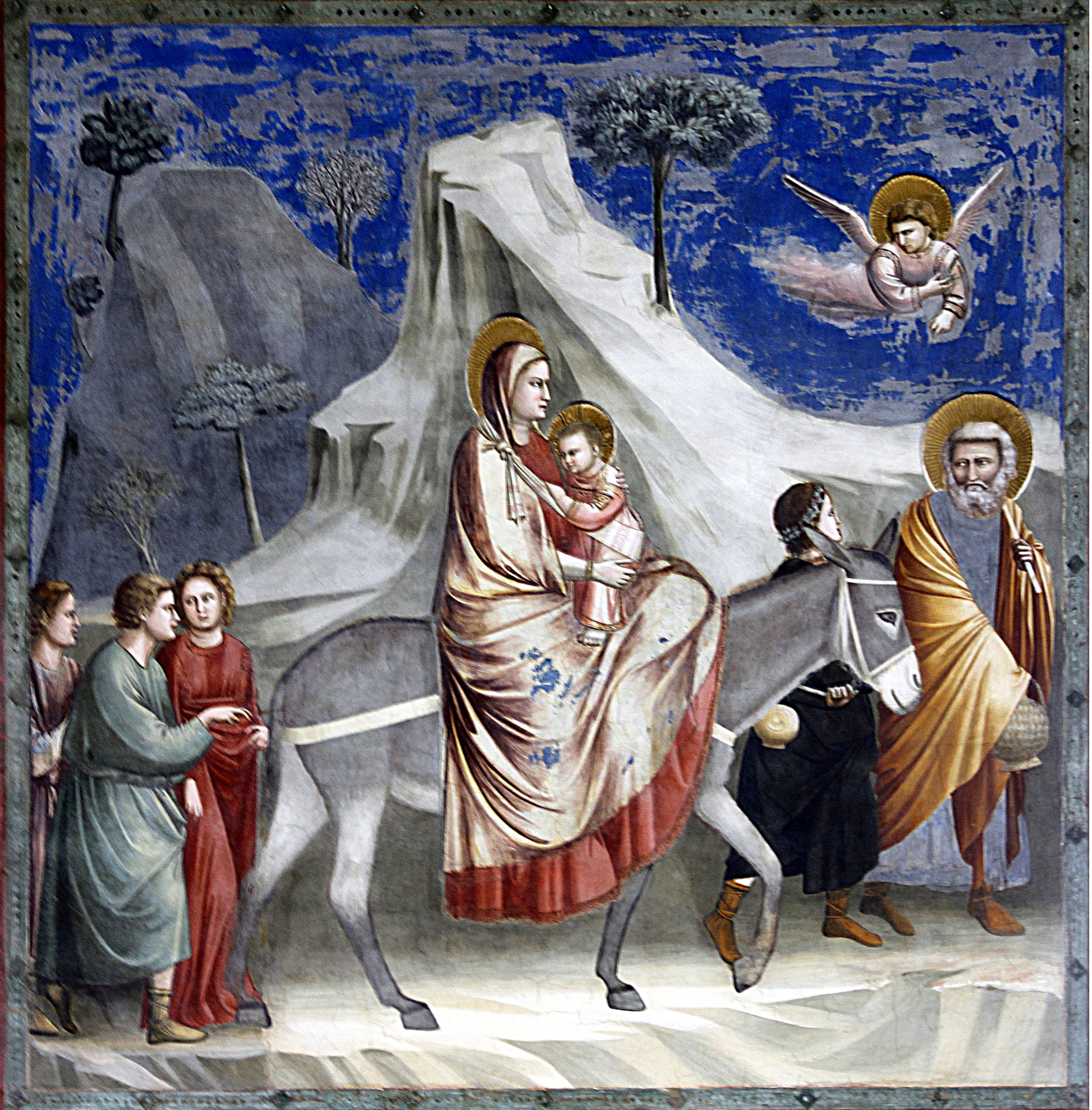
اثر جوتو دی بوندونه
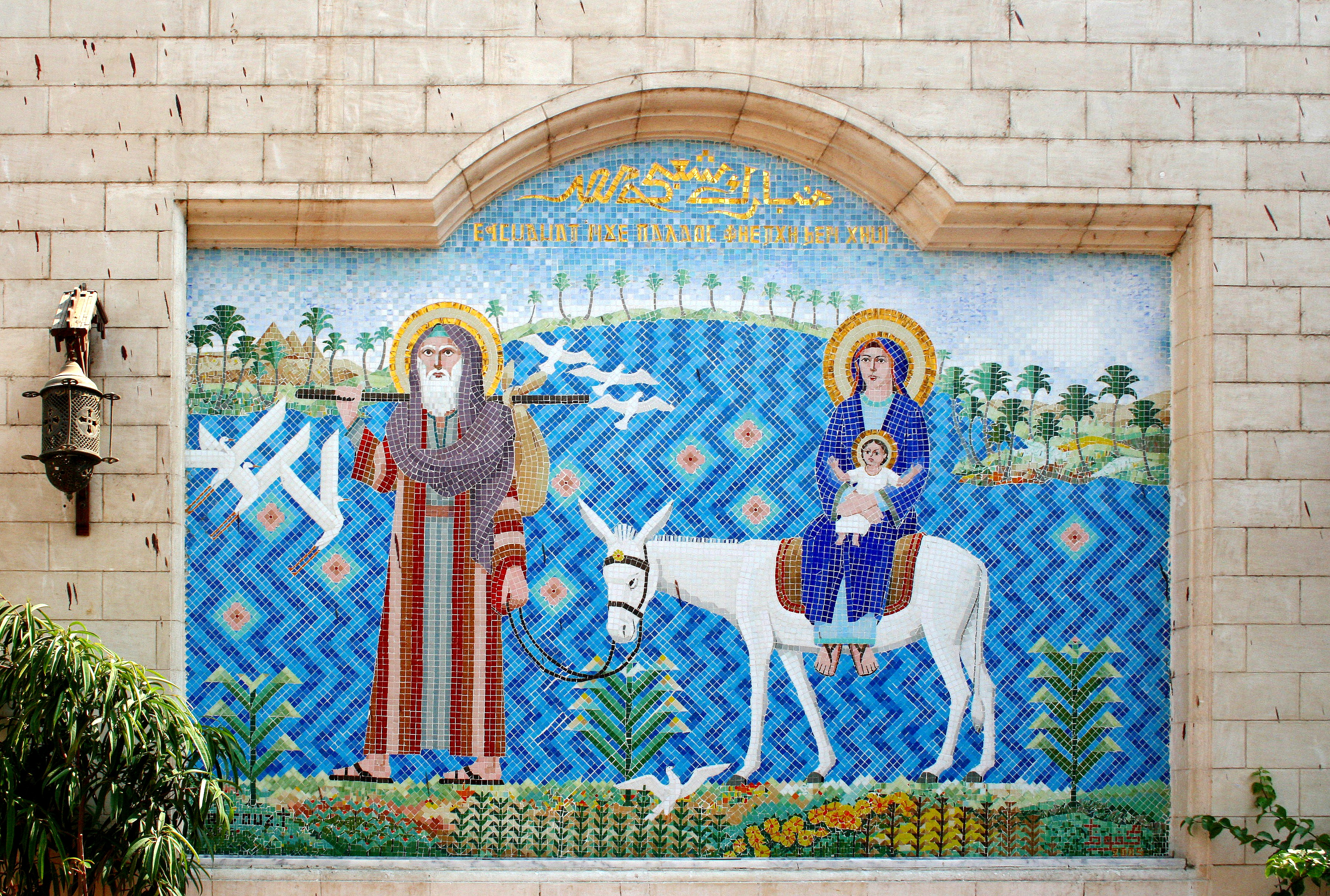
اثر موزائیک‌کاری بر دیوار کلیسای معلقه در قاهره، داستان «فرار به مصر» را به تصویر کشیده‌است.
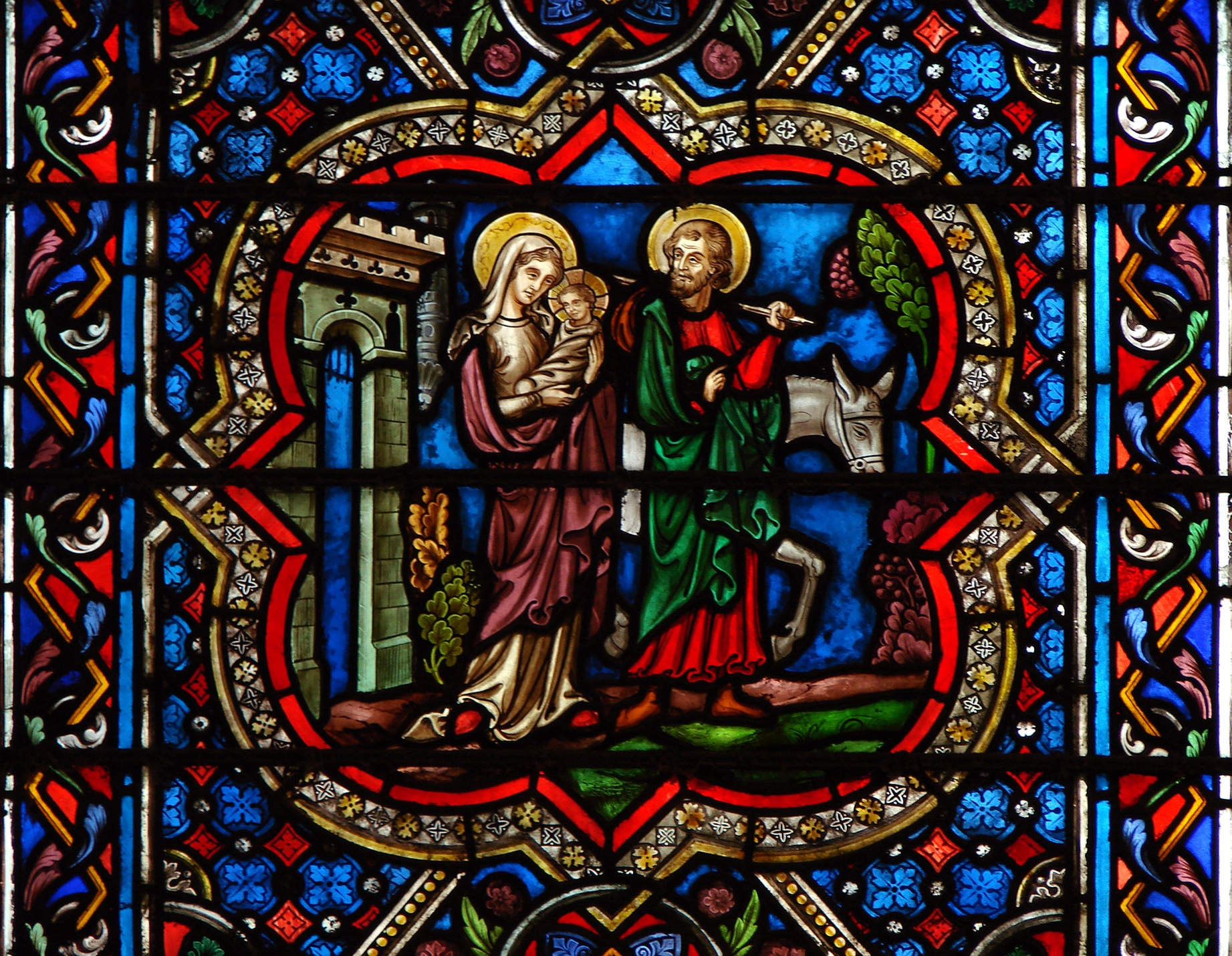
نگاره‌ای از یکی از پنجره‌های مشبک کلیسای نوتردام پاریس که ماجرای «فرار به مصر» را به تصویر کشیده‌است.